# Birgir Sigurðsson
Birgir Sigurðsson (Reikiavik, 28 de agosto de 1937) escritor islandés.
Fue periodista y más tarde profesor de primaria en los 60. Se trasladó a Ámsterdam para estudiar canto, lo dejó para hacerse poeta y regresó a Islandia. Siguió enseñando y escribiendo poesía y ensayo. También ha escrito novela.